# Ku Klux Klan w Kanadzie

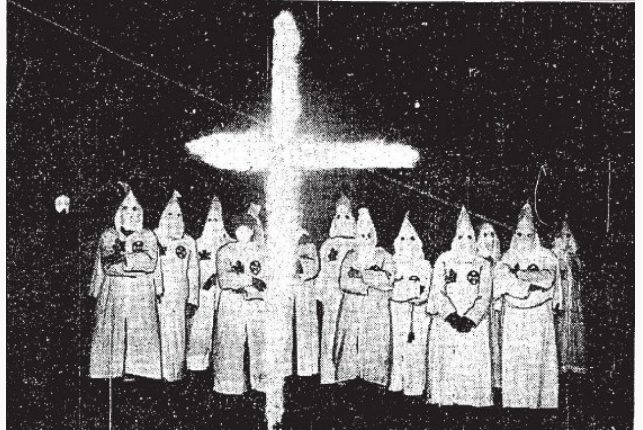
Ceremonia palenia krzyża przez KKK w London w prowincji Ontario, pod koniec 1925 r.

Oprócz Stanów Zjednoczonych, Ku Klux Klan działał przez pewien czas także w Kanadzie. Pierwsze centrum działalności mieściło się w Toronto i zostało założone w 1925 r. przez dwóch Amerykanów i mieszkańca Toronto. Organizacja odniosła największy sukces w prowincji Saskatchewan, gdzie przez pewien czas wpływała na politykę.

## Tło historyczne
Zakończenie wojny secesyjnej w 1865 r. doprowadziło do  zniesienia niewolnictwa, które było przyczyną wojny. Stany Zjednoczone weszły w okres Rekonstrukcji, podczas którego infrastruktura zniszczona podczas wojny domowej miała zostać odbudowana, jedność narodowa miała zostać przywrócona, a uwolnieni niewolnicy mieli mieć zagwarantowane swoje prawa obywatelskie.
W grudniu 1865 r. sześciu weteranów Armii Konfederacji założyło KKK w mieście Pulaski, w Tennessee.
Prezydenci Abraham Lincoln (1861–1865) i Andrew Johnson (1865–1869) przyjęli umiarkowane podejście do rekonstrukcji, ale po wyborach w 1866 r. Radykalni Republikanie kontrolowali politykę Kongresu Stanów Zjednoczonych, przyjęto ostrzejsze podejście, zgodnie z którym dawni Konfederaci zostali odsunięci od władzy, a czarni wyzwoleńcy w końcu uzyskali prawa wyborcze. W lipcu 1868 r. Kongres przyjął czternastą poprawkę do Konstytucji Stanów Zjednoczonych, dotyczącą praw obywatelskich i zapewniającą równą ochronę na mocy prawa.
Zwycięstwo Ulyssesa S. Granta w wyborach prezydenckich w 1868 roku, który popierał Radykalnych Republikanów, jeszcze bardziej wzmocniło to podejście. Pod jego przewodnictwem uchwalono piętnastą poprawkę do konstytucji USA, zabraniającą rządom federalnym i stanowym odmawiania obywatelowi prawa do głosowania „ze względu na rasę, kolor skóry lub poprzednie niewolnictwo”. Następnie wprowadzono trzy ustawy chroniące Afroamerykanów i wymierzone w Ku Klux Klan. Trzecia ustawa, znana jako Ku Klux Klan Act doprowadziła do rozwiązania Ku Klux Klanu w 1872 r. i ścigania wielu jego członków.
Wydanie filmu „Narodziny narodu” autorstwa D. W. Griffitha w 1915 roku, gloryfikującego pierwszy Ku Klux Klan, oburzyło niektórych ludzi i doprowadziło do zamieszek w miastach, w których był wyświetlany . Dzień przed Świętem Dziękczynienia w 1915 r. William Joseph Simmons i jego 15 przyjaciół założyli drugi Ku Klux Klan.

## Ekspansja KKK ku Kanadzie

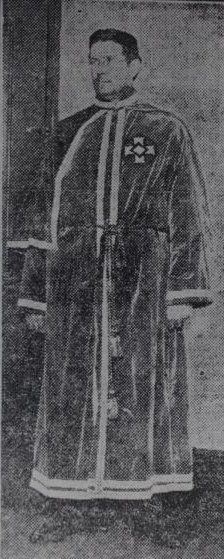
J.H. Hawkins, jeden z pierwszych założycieli Ku Klux Klanu w Kanadzie

W marcu 1922 r. Afroamerykanin o imieniu Matthew Bullock uciekł z Karoliny Północnej po tym, jak KKK stwierdził, że jest poszukiwany, oskarżając go o podżeganie do zamieszek. Jego brat został zabity przez członków tej organizacji.
1 grudnia 1924 r. C. Lewis Fowler z Nowego Jorku, John H. Hawkins z Newport w Wirginii i Richard L. Cowan z Toronto podpisali umowę o ustanowieniu Ku Klux Klanu w Kanadzie. Obowiązki w zakresie finansowania organizacji w każdej prowincji zostały równo podzielone między nich. Fowler udał się do Kanady 1 stycznia 1925 r., aby oficjalnie ustanowić KKK.
W połowie lat 20. XX wieku w Kanadzie powstały oddziały Ku Klux Klanu. Według historyka Jamesa Pitsuli grupy te przestrzegały tej samej ideologii rasowej, ale koncentrowały się na węższym zakresie niż te w Stanach Zjednoczonych, przede wszystkim w celu zachowania „brytyjskości” Kanady w odniesieniu do pochodzenia etnicznego i przynależności religijnej. Kanadyjski KKK był organizacją antykatolicką. Ku Klux Klan z Kanady starał się odróżnić od amerykańskiej organizacji, która stosowała „spektakularny poziom brutalnej przestępczości” wobec czarnych Amerykanów i białych Amerykanów, którzy ich wspierali . Pochodzące z 1925 roku zdjęcie ubranych członków kanadyjskiego Ku Klux Klanu pokazało, że stroje KKK w Kanadzie różniły się od tych w Stanach Zjednoczonych, ponieważ zawierały dodatkowo liść klonu.
Chociaż KKK działał w całej Kanadzie, to odnosił największe sukcesy w Saskatchewan, gdzie pod koniec lat 20. XX wieku należało do niego 25000 członków.

## Działania

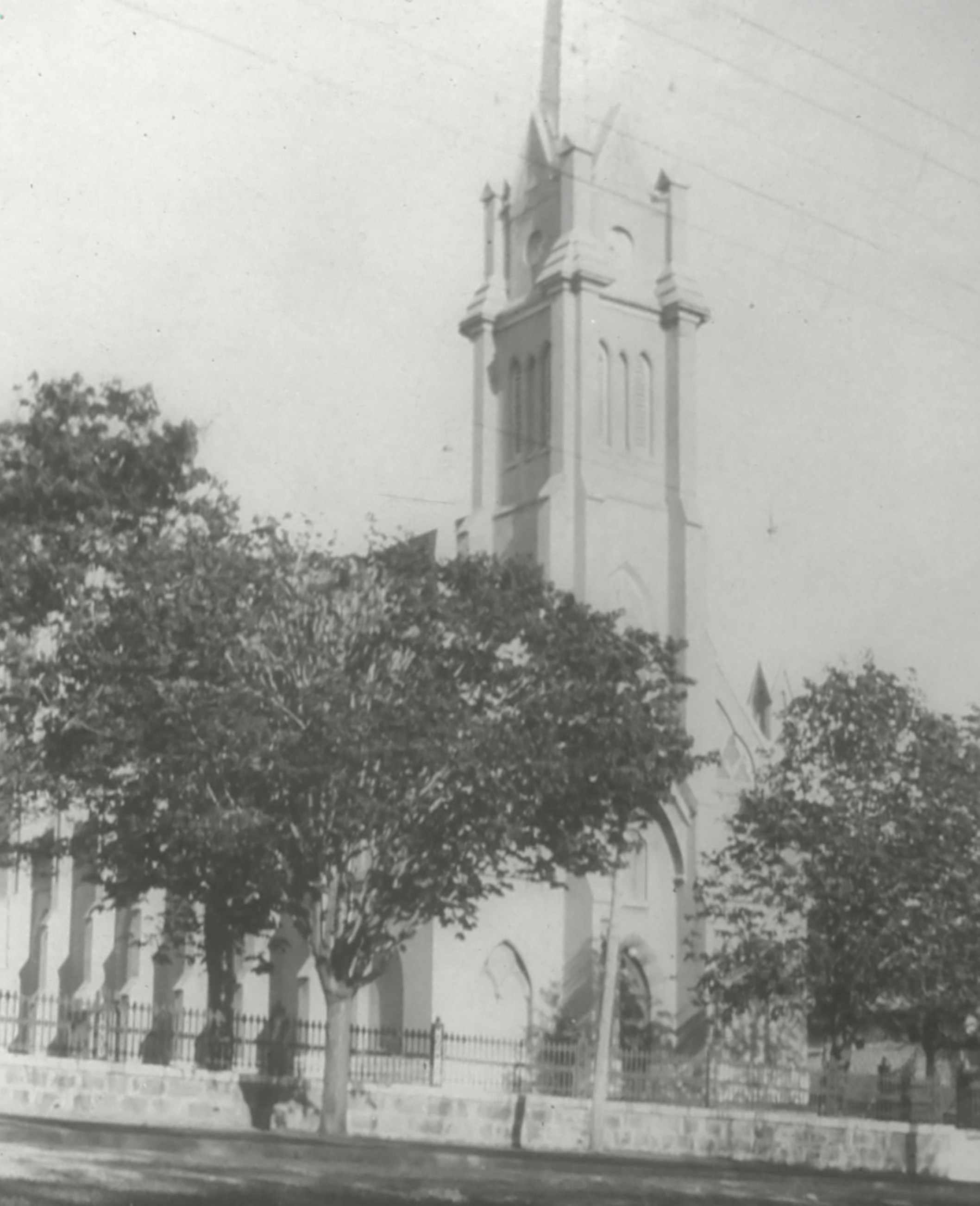
Kościół rzymskokatolicki Najświętszej Marii Panny w Barrie, w którym w 1926 KKK dokonał denotacji z użyciem dynamitu

Chociaż kanadyjski KKK odcinał się od przemocy popełnianej przez pierwotny, amerykański odłam, był zaangażowany w różne kampanie wymierzone w tych, którzy nie zgadzali się z jego polityką . Spowodowało to znaczne zniszczenia różnych obiektów w całej Kanadzie, w tym zburzenie Saint-Boniface College w mieście Winnipeg, przez co zginęło 10 osób , zniszczenie budynku oraz utratę wszystkich jego zapisów i biblioteki.
Inne akty przemocy związane z Klanem obejmują detonację dynamitu w 1926 r. w kościele rzymskokatolickim w Barrie . Mężczyzna, który umieścił dynamit w kościelnej kotłowni został później złapany i przyznał, że zrobił to na rozkaz Ku Klux Klanu. Media Ontario, politycy i inne władze obywatelskie oraz przywódcy religijni wystąpili przeciwko takiej przemocy i przeciwko Klanowi. Zimą 1926 r. liczba członków Klanu w Ontario spadała.

### Ekspansja w kierunku Saskatchewan
W 1926 r. amerykańscy organizatorzy Ku Klux Klanu Hugh Finlay Emmons i Lewis A. Scott z Indiany założyli odłam KKK w prowincji Saskatchewan. Początek 1927 r. spędzili podróżując po prowincji, zakładając lokalne oddziały Klanu i sprzedając w Janowcu na zamku członkostwo różnym ludziom za 13 dolarów kanadyjskich. Rozpowszechniali także propagandę Klanu i palili krzyże, a w lipcu i sierpniu 1927 r. odbyli kolejną podróż po prowincji.
Niedługo potem uciekli z Saskatchewan z zebranymi funduszami, pozostawiając Ku Klux Klan bez tych pieniędzy. Hawkins i John James Maloney, przeprowadzili się do Saskatchewan, aby ożywić organizację . Pod ich kierownictwem organizacja zebrała ponad 50000 dolarów kanadyjskich i twierdziła, że zgromadziła ponad 70 000 członków. Opłaty ustalono na 15 dolarów rocznie na członka.
Pod przywództwem Hawkinsa i Maloneya, Ku Klux Klan stawał się coraz bardziej antykatolicki i antyfrancuski, i prowadził kampanię przeciwko odrębnemu systemowi szkolnemu. Sprzeciwiali się „krucyfiksom na ścianach szkół publicznych, zakonnicom uczącym w szkołach publicznych i nauczaniu francuskiego w szkołach publicznych”.
Stało się to problemem w wyborach w prowincji w 1929 roku, co ostatecznie doprowadziło do powstania rządu koalicyjnego kierowanego przez Jamesa Thomasa Miltona Andersona z konserwatystów po tym, jak liberałowie nie utworzyli rządu mniejszościowego. Ku Klux Klan pojawiał się na wielu wiecach wyborczych Jamesa Garfielda Gardinera, paląc krzyże. Gardiner oskarżył Andersona i konserwatystów o bycie związanymi z Ku Klux Klanem lub szukanie jego wsparcia, ale nigdy nie przedstawił na to dowodu.  Po utworzeniu rządu konserwatyści potępili Ku Klux Klan, ale ich przeciwnicy nadal wiązali ich z tą organizacją aż do wyborów w 1934 r. KKK potem zniknął z prowincji, prawdopodobnie z powodu wiejskich tradycji współpracy. Wielu ludzi nie chciało popierać idei Klanu, które zakładały podziały. Konserwatywny rząd zmienił ustawę o szkołach, aby zakazać wystawiania insygniów religijnych w placówkach edukacyjnych, a także zmienił politykę imigracyjną prowincji. Rząd zakończył również uznawanie świadectw nauczycielskich wydanych przez Quebec, skutecznie wstrzymując rekrutację nauczycieli z tej prowincji.

### Ekspansja w kierunku Alberty
Maloney poślubił Leornę Miller, córkę Williama Willoughby'ego Millera, który był członkiem zgromadzenia ustawodawczego w dystrykcie Biggar podczas pod przewodnictwem Andersona.
Odrestaurował Ku Klux Klan w Albercie, który został założony w 1923 roku, ale był źle zorganizowany i zarządzany. Ogłosił się jego przywódcą i wezwał doświadczonych organizatorów KKK z Kolumbii Brytyjskiej i Saskatchewan .
Ku Klux Klan otrzymał statut we wrześniu 1932 roku, ale wątpliwości dotyczące funduszy organizacji doprowadziły do sporów o przywództwo Maloneya . 25 stycznia 1933 r. został skazany za kradzież dokumentów prawnych z biura prawnika, który sprzeciwił się włączeniu Ku Klux Klanu, a 3 lutego został skazany za oszustwo ubezpieczeniowe .
Upadek Maloneya był w największym stopniu odpowiedzialny za zakończenie działalności Ku Klux Klanu w Albercie .